# Greek - La confraternita
Greek - La confraternita (Greek) è una serie televisiva statunitense trasmessa tra il 2007 e il 2011 per quattro stagioni su ABC Family.
La serie narra le vicende di Rusty, una matricola, che tenta di lasciarsi alle spalle la fama di "sfigato" del liceo tentando di unirsi ad una confraternita studentesca, mentre sua sorella Casey spera che il desiderio del fratello interferisca il meno possibile con il ruolo da lei ricoperto nella sua confraternita (la ZBZ).
In Italia la serie è stata trasmessa in anteprima esclusiva dal 3 gennaio 2008 su Fox; in chiaro è invece stata trasmessa su MTV Italia.

## Trama
Rusty Cartwright è una matricola del "Cyprus-Rodhes University", un college già frequentato dalla sorella maggiore Casey. Nessuno sapeva di Rusty fino al suo arrivo, questo perché Casey ha tentato in tutti i modi di mantenere la sua reputazione nascondendo l'esistenza del fratello, in vista della sua elezione come prossimo presidente della sua confraternita: la ΖΒΖ (Zeta Beta Zeta). Credendo di fare un favore di famiglia, Evan Chambers, il ragazzo di Casey, offre a Rusty un posto nella sua confraternita, la ΩΧΔ (Omega Chi Delta), ma il ragazzo rifiuta dopo aver scoperto Evan tradire Casey ad una festa amoreggiando con Rebecca Logan, la figlia di un ricco e famoso Senatore: obiettivo di punta della ΖΒΖ durante la selezione. Fortunatamente Rusty riceve, e accetta, un'altra offerta da Cappie, l'ex ragazzo di Casey, e presidente della confraternita più sgangherata del college: la ΚΤΓ (Kappa Tau Gamma). A completare il quadro ci sono Calvin Owens, un ragazzo gay che Rusty conosce durante le visite alle varie confraternite e che diventa un suo grande amico; ed il compagno di stanza di Rusty, Dale Kettlewell, fervente battista, intelligente ed ipercritico dello stile di vita sfrenato delle confraternite e che fa parte del "Gruppo della Purezza". Lo studio, le feste, le amicizie e gli amori di questo gruppo di universitari che, tra una sfida tra confraternite e l'altra, trovano sempre il tempo di prendersi una birra insieme al pub del campus: il "Dobler".

## Episodi
Negli Stati Uniti, ogni stagione, ad eccezione dell'ultima, viene spezzata e trasmessa in due blocchi distinti, perciò i blocchi vengono chiamati "capitoli", pertanto la prima stagione è composta dai capitoli uno e due e così via per le successive. In Italia, invece, ogni "capitolo" viene pubblicizzato come "stagione" tranne i capitoli cinque e sei che sono stati trasmessi uno dopo l'altro e contati complessivamente come quinta stagione.
| Stagione         | Episodi | Prima TV USA | Prima TV Italia |
| ---------------- | ------- | ------------ | --------------- |
| Prima stagione   | 22      | 2007-2008    | 2008-2009       |
| Seconda stagione | 22      | 2008-2009    | 2009-2010       |
| Terza stagione   | 20      | 2009-2010    | 2010            |
| Quarta stagione  | 10      | 2011         | 2011            |

## Personaggi e interpreti
- Russell "Rusty" Alan Cartwright (stagioni 1-4), interpretato da Jacob Zachar, doppiato da Davide Perino.
- Casey Cartwright (stagioni 1-4), interpretata da Spencer Grammer, doppiata da Francesca Manicone.
- Captain "Cappie" John Paul Jones (stagione 1-4), interpretato da Scott Michael Foster, doppiato da Paolo Vivio.
- Evan Chambers (stagioni 1-4), interpretato da Jake McDorman, doppiato da Marco Vivio.
- Ashleigh Howard (stagioni 1-4), interpretata da Amber Stevens, doppiata da Chiara Gioncardi.
- Rebecca Logan (stagioni 1-4), interpretata da Dilshad Vadsaria, doppiata da Ilaria Latini.
- Calvin Owens (stagioni 1-4), interpretato da Paul James, doppiato da Marco Baroni.
- Dale Kettlewell (stagioni 1-4), interpretato da Clark Duke, doppiato da Alessio Puccio.
- Frannie Morgan (stagioni 1-2;4), interpretata da Tiffany Dupont, doppiata da Domitilla D'Amico.

## Confraternite
Di seguito sono riportate tutte le confraternite, femminili e maschili.
| Zeta Beta Zeta      | ZBZ | Specializzate nell'atletica leggera e nella filantropia.                               |
| Omega Chi Delta     | ΩΧΔ | La confraternita al primo posto, specializzati nell'atletica leggera e nel networking. |
| Kappa Tau Gamma     | KTΓ | La pecora nera di GREEK, specializzati nella socializzazione.                          |
| Iota Kappa Iota     | IKI | Una casa durata per poco tempo, rivali di ZBZ, guidata da Frannie.                     |
| Pi Pi Pi ("Tri-Pi") | ΠΠΠ | Specializzate nell'atletica.                                                           |
| Lambda Sigma Omega  | ΛΣΩ | Confraternita costituita principalmente da atleti provenienti da vari campi sportivi.  |
| Psi Phi Pi          | ΨΦΠ | Una delle confraternite meno famose, specializzati sul mondo accademico.               |
| Gamma Psi Alpha     | ΓΨA | Le nemiche della ZBZ.                                                                  |

## Produzione
La serie trae chiaramente ispirazione dal famoso film Animal House, e, in maniera minore, dal ciclo dei "college movies" del tipo American Pie.
Il telefilm ha esordito con una prima stagione composta da 10 episodi; visto l'ottimo andamento degli ascolti, si è provveduto a realizzare altri 12 episodi in onda dal 24 marzo 2008 portando la stagione a 22 episodi totali: questi episodi sono stati realizzati al termine del noto sciopero degli sceneggiatori del 2007/2008. La ABC Family ha successivamente ordinato una seconda stagione completa di 22 episodi nuovamente trasmessa in due tranches, una in onda da agosto a settembre 2008 e l'altra da marzo a giugno 2009. Il 2 febbraio 2009, prima quindi della messa in onda della seconda parte della seconda stagione, il network ha confermato una terza stagione di 20 episodi, sempre divisa in due parti, di cui la prima è andata in onda dal 14 settembre 2009. Il 19 febbraio 2010, visto l'incremento negli ascolti del 22% rispetto agli episodi trasmessi nel 2009, la ABC Family ha ordinato una quarta stagione composta da 10 episodi che è andata in onda a partire dal 3 gennaio 2011.
Il 13 marzo 2010 il creatore della serie, Patrick Sean Smith, ha annunciato di voler concludere la serie al termine del quarto ciclo.
La canzone usata per la promozione statunitense della prima stagione è Our Time Now dei Plain White T's; la band si esibisce nel terzo e sesto episodio della prima stagione come gruppo di supporto in due diversi party.